# Стрелча
Стрѐлча е град в Централна България. Той се намира в област Пазарджик и е в близост до град Панагюрище и град Копривщица. Градът е административен център на община Стрелча.
По данни на ГРАО към 15 юни 2023 г. в града живеят 4035 души по настоящ адрес и 4160 души по постоянен адрес.

## География
Град Стрелча се намира в планински район. Той лежи в Същинска Средна гора. На север от него се намира връх Буная (1572 m). През Стрелча тече река Стрелчанска Луда Яна. Тя се влива в Панагюрска Луда Яна малко след село Попинци и така образуват река Луда Яна. Съседни населени места са: град Панагюрище (12 km на запад), град Копривщица (22 km на север), село Кръстевич (11 km на изток) и село Дюлево (8 km на юг). Стрелча се намира на 40 km от областния център Пазарджик, на 65 km от Пловдив и на 100 km от столицата София.
Най-голямото богатство на Стрелча, минералната вода, е гореща (стига до 38 – 40 °C), слабо минерализирана и с ниска твърдост. Тя лекува опорно-двигателния апарат, нервната система, сърдечносъдови заболявания, проблеми на дихателните пътища, гинекологични заболявания. Приложението на такива лечения е осигурено в балнеосанаториума, който предлага и медицинска консултация.
Днес на мястото на старата има нова съвсем модерна баня и нов закрит плувен басейн с размери 10 на 18 m. Освен банята в центъра на града, в покрайнините на Стрелча се намира още едно минерално чудо. В ролята на откривател се явила биволица. Нещастното говедо едва мъкнело заради болните си крака, докато влязло в локвата да се разхлади, тогава за изненада на стопанина си излязло здраво. Така били забелязани лечебните свойства на минерален извор „Банчето“, известно като „Златното Банче“. През 1935 г. изворът е каптиран. Днес два нови басейна лекуват периферната нервна система, опорно-двигателния апарат, вътрешните органи, подобрява се сънят, самочувствието и апетитът. Температурата на водата е 30,5 °C. А според свидетели ефектът след 10 – 12 бани е магически.

## История
Различни епохи са оставили своя отпечатък върху облика на Стрелча през нейната многовековна история. На територията на общината има запазени следи от присъствието на праисторически хора, траки, славяни, византийци, римляни и българи.
Историческите паметници в Стрелча и околностите ѝ все още напомнят за традициите, начина на живот и обратите в историческата съдба на хората, обитавали тези земи в продължение на векове.

### Древност и средновековие
Първите запазени следи са от стъпките на траките. Бесите идват и се установяват трайно в региона в края на Старата ера. Те присъстват неизменно в гръцките хроники като смели и свободолюбиви воини, почитащи Дионис. За няколкото века, в които са господствали над земите край Стрелча, те са оставили след себе си над 300 могили в чест на знатните си мъртъвци.
От тази епоха датира един от най-внушителните исторически паметници на територията на Стрелча – уникалният тракийски култов комплекс Жаба могила, съставен от гробница-мавзолей и светилище–храм.
Бесите окончателно загубили своето могъщество през 45 г. сл. Хр., когато римляните ги покорили и тракийските земи били включени в новообразуваната провинция Тракия.
Районът, както и цяла Южна Тракия, е включен в пределите на Първата българска държава през IX в. От тази епоха е и крепостта Стрелчанско кале, която просъществува до XIV век. Разположена е на десния бряг на р. Стрелчанска Луда Яна и със своите 8–метрови защитни стени ясно илюстрира характера на епохата. В продължение на векове в подножието ѝ е процъфтявал град – Стрельч или Стрелец–град. От неговото име произлиза и сегашното наименование на Стрелча.

### Възраждане и съвременност
През епохата на Възраждането Стрелча е развито стопанско и книжовно средище, с буден и неуморен дух за просвета, духовно потребление и жажда за свобода. Още на 20 април 1876 г. стрелчани се включват в Априлското въстание и впоследствие са жестоко наказани за смелостта си – градът е опожарен.
Едва след Освобождението жителите на региона се завръщат по родните си места. По това време е построен храм–паметникът „Св. Архангел Михаил“.
На 23 август 1969 г. Стрелча е обявена за град и курорт с национално значение.

## Население
Численост на населението според преброяванията през годините:
| \| Година на преброяване \| Численост \| \| --------------------- \| --------- \| \| 1934 \| 4389 \| \| 1946 \| 5328 \| \| 1956 \| 5309 \| \| 1965 \| 4898 \| \| 1975 \| 5079 \| \| 1985 \| 5092 \| \| 1992 \| 5133 \| \| 2001 \| 4785 \| \| 2011 \| 4083 \| \| 2021 \| 3779 \| \| 2024 \| 4006 \| |           |
| Година на преброяване | Численост |
| 1934 | 4389      |
| 1946 | 5328      |
| 1956 | 5309      |
| 1965 | 4898      |
| 1975 | 5079      |
| 1985 | 5092      |
| 1992 | 5133      |
| 2001 | 4785      |
| 2011 | 4083      |
| 2021 | 3779      |
| 2024 | 4006      |

Етническият състав включва 3638 българи и 287 роми. Според непотвърдени данни на различни НПО организации реалният брой на ромите е по-висок, но мнозина от тях се пишат "българи" на преброяванията. По данни на неправителствени организации ромите в град Стрелча са около 35% от населението.  
По непотвърдени данни от различни НПО организации през 2024 година в града са родени 33 деца, като 21 от тях са ромчета, а 12 българчета. 

## Известни личности
Родени в Стрелча
- Геро Грозев (1921 – ?) – политик от БКП, представител на България в ООН, почетен гражданин на град Стрелча
- Стоян Мичев (1919 – 1999) – партизанин и генерал-майор
- Георги Найденов (1927 – 1998) – български партизанин и банкер
- Иван Площаков (?) – политик
- епископ Рафаил Попов (1830 – 1876) – духовник
- Тодор Попов (1881 – ?), революционер от ВМОРО, четник на Петър Ангелов,[4] участник в Илинденско-Преображенското въстание в Одринско с четата на Кръстьо Българията[5]
- Дечо Динчов Стамболиев (1922 – 1993) – участник в антифашистката съпротива и на дългогодишна дипломатическа служба в редица държави – Великобритания, Индия, Турция, Танзания и в ООН.

## Образование
- НОУ „Паисий Хилендарски“
- СОУ „Св. св. Кирил и Методий“
- Народно читалище „Просвещение – 1871“

## Икономика
В Стрелча се отглежда маслодайна роза. Когато карловци и казанлъчани закъсат за хубав цвят, тръгват да пазаруват в Стрелча. Тук хиляда семейства обработват 6000 декара с рози. Те са важна част от местната икономика. За производството на един килограм гюлово масло са необходими 3,5 тона цвят. Всяка година в Стрелча се получава 1,5 тона розово масло с най-високо качество, което престижните парфюмерийни компании от Париж до Ню Йорк чакат с нетърпение. Вече няколко години розово масло се изнася и за Япония.
В последните години празникът на розата привлича в Стрелча много гости от цялата страна и чужбина. Така че тя вече не е само селскостопански, но и туристически продукт. В тази ден полето, къщите и хората започват дори да ухаят на рози, знак, че лятото идва и Стрелча е готова да посрещне гостите си.

## Забележителности
- Тракийска гробница (Жаба могила).
- Остатъци от тракийско селище (Калето) Късноантичната и средновековна крепост Стрелъцград (Стрелчанско кале) е построена през ІХ в. и е използвана активно до XIV или началото на XV в. Намира се на 2,5 km южно от града, на брега на река Стрелченска Луда Яна. Нейната дължина е 130 – 140 m, широчината е 50 – 60 m. Заема около 3 дка площ. Главния вход е от северозапад. Имало е вход и от югозапад. Народните предания говорят, че през Априлското въстание от 1876 г. населението се укрива в калето, според Решението на Събранието в Оборище. Според него въстаниците трябва да укрият предварително жените, децата и старците, заедно с ценните им вещи. Допреди около 25 години крепостта е била частично разрушена и са били видими жилищни помещения, части от църкви и доста запазени стени.
- Парк на миниатюрите

- Боянската църква
- Шипка
- Асенова крепост
- Дяволски мост
- Мадарският конник
- Жаба могила

- Паметници

- Васил Левски
- Хан Аспарух

### Театри и кина
В периода 1971 – 1988 г. в града има кино, но затваря заради липса на рентабилност.

### Музеи
Исторически музей с ансамбъл възрожденски къщи.
Музейното дело в Стрелча има своята повече от половинвековна история. Богатото културно-историческо наследство на Стрелча кара Тодор Белчов да положи основите на музейна сбирка в града. Целият си съзнателен живот посвещава за издирване, проучване и популяризиране на археологическото наследство в Стрелча и региона. През 1947 г. е създадена общоисторическа музейна сбирка към читалището. Първоначално музейната сбирка се помещавала в различни къщи, но през 1960 г. е преместена в къщата на Бойчо Неделев – участник в Априлското въстание от 1876 г. Тодор Белчов, след него Евстатий Площаков и учителят Иван Антонов извършват огромна събирателска, научноизследователска и популяризаторска дейност и създават една от най-богатите и уредени музейни сбирки.
През 1976 – 1979 г., след провеждане на разкопки на 36 тракийски надгробни могили и голямото археологическо откритие „Жаба могила“, както и от активната събирателска дейност, във фонда на музея постъпват много предмети от керамика, метал, тъкани, дърво и хартия.
От 1988 г. музейната сбирка се премества в къщата на чорбаджи Нешо Грозев, където понастоящем се помещават експозициите на Исторически музей – Стрелча.
През 2001 г. се създава Обществен съвет по музейно дело, който активно подпомага научноизследователската, събирателска и популяризаторска дейност на Историческия музей.
В залите на Историческия музей в Стрелча са разположени три експозиции. В приземния етаж, в просторна и добре осветена зала се помещава отдел „Археология“. В музейните витрини може да се види богата колекция от кремъчни и каменни оръдия на труда, които свидетелстват за живота на селищата от каменно-медната епоха. Представена е и тракийската гробница-мавзолей „Жаба могила“, с нейната величествена фасада, акротерий с Горгона медуза, каменни релефи от светилището-храм, както и колелата от колесницата-четириколка и голямо разнообразие от погребален инвентар, намерен при проведените археологически разкопки в периода 1976 – 1979 г. в района на Стрелча. В тази зала е представена и крепостта „Галата“ или т.нар. Стрелчанско кале, което е част от изградената в периода IX – XIV в. силна укрепителна система в долината на р. Луда Яна.
Отдел „Българските земи в древността ХV – ХІХ в.“ се помещава на втория етаж от къщата на чорбаджи Нешо Грозев. Предметите от бита и занаятите на стрелчани свидетелстват, че въпреки затрудненията, създавани от беззаконията на местната турска и татарска власт, през епохата на Възраждането Стрелча се развива и утвърждава като един от значимите стопански центрове в Средногорието. В залата, посветена на борбите за национално освобождение, посетителят няма как да си тръгне, без да усети онзи патриотизъм и мъжество на стрелчани, проявени от хайдути, местни революционери и герои, отдали живота си за „чиста и свята Република“.
Отдел „Художествен“ е разположен на последния етаж и в двете просторни зали ценителите на художественото изкуство ще се потопят в магията от цветове на Никола Образописов, Мильо Балтов, Стефан Иванов, Вихра Григорова, Нейчо Дойчев и др.

## Редовни събития
- Празник на розата
- Традиционен събор

## Международно сътрудничество
- Блайхероде, Германия
- Есентуки, Русия

## Други
Стрелча е гара по жп линията Пловдив – Панагюрище.
На Стрелча е наречена улица в квартал „Лозенец“ в София (Карта). Рид Стрелча на Антарктическия полуостров е наименуван на град Стрелча.